# Gymnostreptus guerreronus
Gymnostreptus guerreronus är en mångfotingart som beskrevs av Chamberlin 1942. Gymnostreptus guerreronus ingår i släktet Gymnostreptus och familjen Spirostreptidae. Inga underarter finns listade i Catalogue of Life.